# Luc Marreel
Luc Marreel (* 2. Februar 1949 in Wevelgem; † 11. Mai 2015 in Izegem) war ein belgischer Dartspieler, der von den 1970er- bis in die 1990er-Jahre als Profi aktiv war. Er war der erste Belgier, der an einer Dart-Weltmeisterschaft teilnahm.

## Karriere
Marreel spielte fünfmal bei der BDO World Darts Championship. 1981 schlug er in der ersten Runde den Dänen Jan Larsen, bevor er im Achtelfinale gegen Tony Brown verlor. 1982 bezwang Marreel Alistair Forrester in der ersten Runde, hatte aber im Achtelfinale gegen den Schweden Stefan Lord das Nachsehen. 1983 gewann Marreel erneut sein erstes Spiel, als er Waliser Ceri Morgan mit 2:0 schlug, bevor aber in seiner zweiten Partie erneut mit 3:0 gegen Lord Schluss war. Marreel musste sich dann 1984 erstmals in der ersten Runde gegen den US-Amerikaner Rick Ney geschlagen geben, erreichte aber 1985 erneut das Achtelfinale, gewann gegen Dave Lee in Runde 1. Dieses Mal wurde er im Achtelfinale jedoch durch den Weltmeister von 1983, Keith Deller, besiegt. 
Marreel spielte 1982 und 1983 auch zweimal bei den Winmau World Masters, verlor jedoch beide Male in der Runde der letzten 32. Marreel gewann 1981 die Belgischen nationalen Meisterschaften sowie 1982 und 1983 den Belgium Gold Cup. Sein größter Erfolg dürfte aber der Sieg bei den Dutch Open 1983 gewesen sein.

## Weltmeisterschaftsresultate

### BDO
- 1981: Achtelfinale (0:2-Niederlage gegen  Tony Brown)
- 1982: Achtelfinale (1:2-Niederlage gegen  Stefan Lord)
- 1983: Achtelfinale (0:3-Niederlage gegen   Stefan Lord)
- 1984: 1. Runde (1:2-Niederlage gegen  Rick Ney)
- 1985: Achtelfinale (0:3-Niederlage gegen  Keith Deller)